# Пучков, Фёдор Абрамович
Фёдор Абрамович Пучков (1886—1953) — участник белого движения на востоке России, генерал-майор генерального штаба.

## Биография
Окончил Бузулукское городское училище и Виленское военное училище. Выпущен подпоручиком в армейскую пехоту. Служил в 185-м пехотном Башкадыкларском полку. Окончил Императорскую Николаевскую военную академию по первому разряду в 1914 г. По окончании академии прикомандирован к штабу Московского ВО.

### Первая мировая война
В 1914 году исполнял должность старшего адъютанта штаба 57-й пехотной дивизии. Исполнял должность начальника штаба 2-й Кубанской дивизии (1916). В 1917 служил в штабе 45-го армейского корпуса. И.д. помощника старшего адъютанта отдела генерала-квартирмейстера штаба 4-й армии. Старший адъютант отдела генерала-квартирмейстера штаба 4-й армии.

### Гражданская война
В апреле 1918 приехал в Бузулук и вступил в Народную армию Самарского Комуча, где стал начальником формирований частей в Уфимской губернии (18.07.— 30.09.1918). С сентября 1918 начальник штаба 4-й Уфимской дивизии. Начальник штаба 2-го Уфимского армейского корпуса Западной армии (1918 и 1919 гг.), полковник (1919). Генерал-майор (14.08.1919). В ходе Златоустовской операции был назначен начальником 8-й Камской стрелковой дивизии (1919—1920). Принимал участие в весеннем наступлении армии адмирала А. В. Колчака, в боях под Уфой, Златоустом, Челябинском и на Тоболе. За участие Сибирском Ледяном походе награждён знаком отличия военного ордена «За Великий Сибирский Поход». Генерал-квартирмейстер (с апреля 1920) и начальник штаба Дальневосточной армии (1920—1921), начальник штаба войск Временного Приамурского правительства, (1921—1922), войсковой атаман Уссурийского казачьего войска (декабрь 1921 — 02.01.1922), начальник канцелярии Приамурского Земского края (с января 1922).

### Эмиграция
С ноября 1922 в эмиграции в Китае, впоследствии переехал в США. Начальник Северо-Калифорнийского отделения РОВС. Автор статей «Забытый фронт» и «Отход из Приморья» (о белой борьбе в Сибири). Председатель Общества ветеранов Великой войны в Сан-Франциско (1946—1953). Почётный член юношеского эмигрантского объединения «Русский сокол». Скончался в результате сердечного приступа.